# Герман VII (маркграф Бадена)
Герман VII Баденский (нем. Hermann VII. von Baden, ок. 1266—1291) — маркграф Бадена, правивший в период с 1288 по 1291 годы.
Герман VII был старшим сыном маркграфа Рудольфа I и его жены Кунигунды Эберштайнской, и как минимум с 1277 года участвовал в делах маркграфства.
Вероятно, самым значительным событием его короткого правления стало приобретение ряда территорий в Битигхайме у эльзасского монастыря Вайсенбург (в современном Висамбуре).
6 октября 1278 года он женился на Агнес фон Труэндинген (нем. Agnes von Truhendingen, ум. 1309). Их детьми были:
- Фридрих II (ум. 1333), правящий маркграф Бадена с 1291 года
- Рудольф IV (ум. 1348), соправитель Фридриха II с 1291
- Герман VIII (ум. 1296)
- Ютта (ум. 1327)

Скончавшийся в 1291 году Герман VII был похоронен в родовой усыпальнице баденских маркграфов в монастыре Лихтенталь в современном Баден-Бадене.